# Francesco Damiani
Francesco Damiani, född 4 oktober 1958 i Bagnacavallo, var en italiensk boxare.
Damiani vann vid 25 års ålder silvermedalj i supertungvikt vid Olympiska spelen i Los Angeles 1984. Han var den förste tungviktsvärldsmästaren hos boxningsorganisationen WBO, en titel som han höll från den 6 maj 1989 till den 11 januari 1991, då han förlorade den till Ray Mercer.